# Horní Jelčany
Horní Jelčany je vesnice, část obce Bečváry v okrese Kolín. Leží asi 3,5 km na jihozápad od Bečvár. Horní Jelčany je také název katastrálního území o rozloze 2,09 km2. Nachází se v něm i osada Dolní Jelčany.

## Název
Název obce pochází od toho, že byla založena v jedlových lesích.

## Historie
První zpráva o vsi Jelčany (původně Jedlčany) pochází z roku 1295, kdy byl jejím majitelem Mladota z Jelčan, v 15. století se uvádí Burian z Javora, jehož dcera Kateřina byla manželkou Jiříka z Jelčan. Ten se stal zakladatelem zemanského rodu Jelčanských z Jelčan, od kterého se v roce 1460 oddělila větev Krčínů z Jelčan, kterou proslavil zejména Jakub Krčín z Jelčan. Někdy v letech 1513–19 získali ves Čejkové z Olbramovic, kteří zde vystavěli tvrz.
V letech 1869–1950 byla samostatnou obcí, ke které patřily v letech 1869–1910 k vesnici patřily Hatě, v letech 1961–1979 byla vesnice součástí obce Drahobudice a od 1. ledna 1980 se stala součástí obce Bečváry.

## Obyvatelstvo
| Rok            | 1869 | 1880 | 1890 | 1900 | 1910 | 1921 | 1930 | 1950 | 1961 | 1970 | 1980 | 1991 | 2001 | 2011 | 2021 |
| -------------- | ---- | ---- | ---- | ---- | ---- | ---- | ---- | ---- | ---- | ---- | ---- | ---- | ---- | ---- | ---- |
| Počet obyvatel | 181  | 207  | 195  | 188  | 167  | 157  | 144  | 91   | 92   | 71   | 56   | 48   | 42   | 54   | 50   |
| Počet domů     | 28   | 28   | 28   | 28   | 28   | 27   | 30   | 30   | 26   | 25   | 20   | 19   | 21   | 23   | 23   |

## Další fotografie

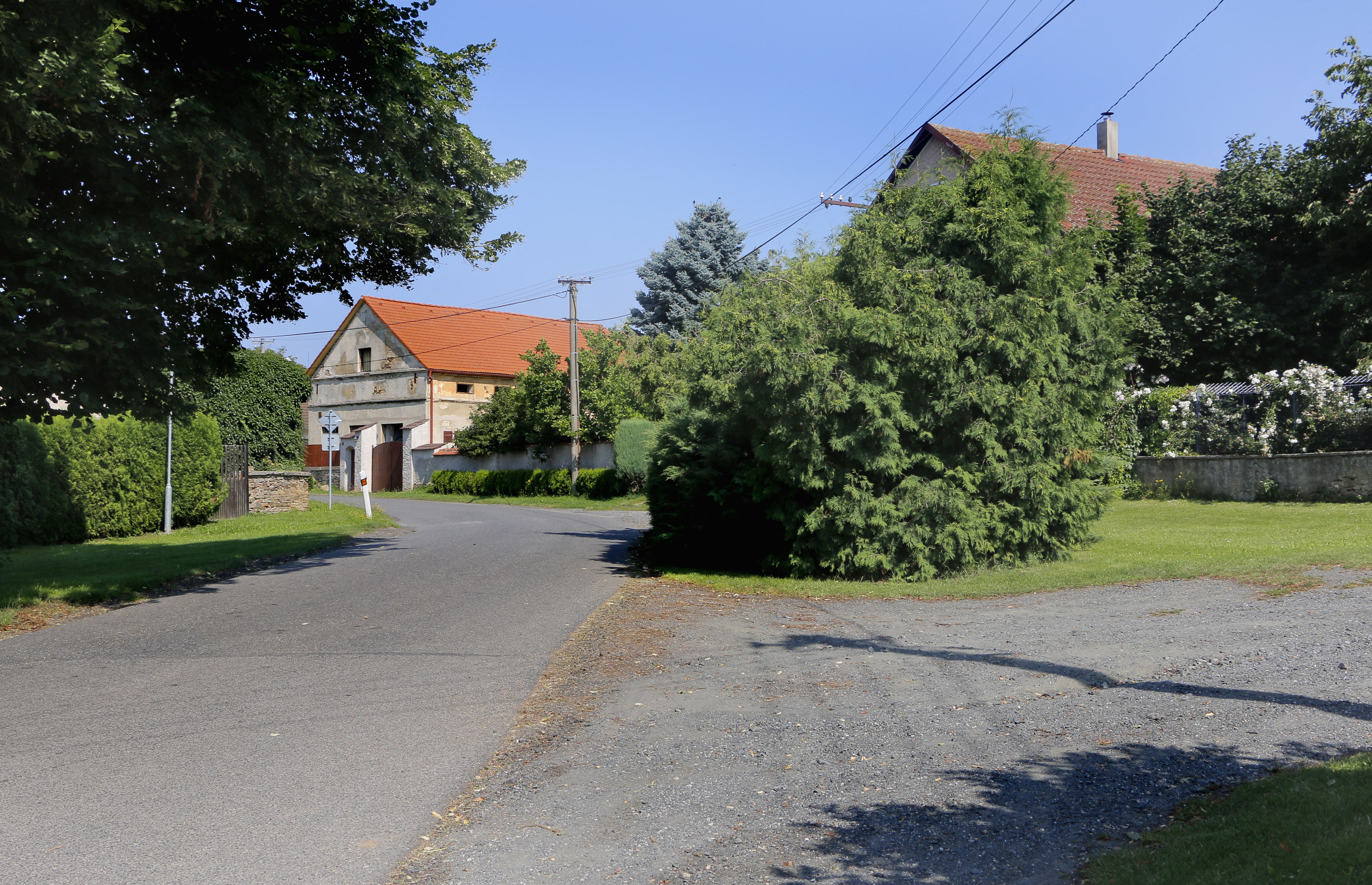
Náves
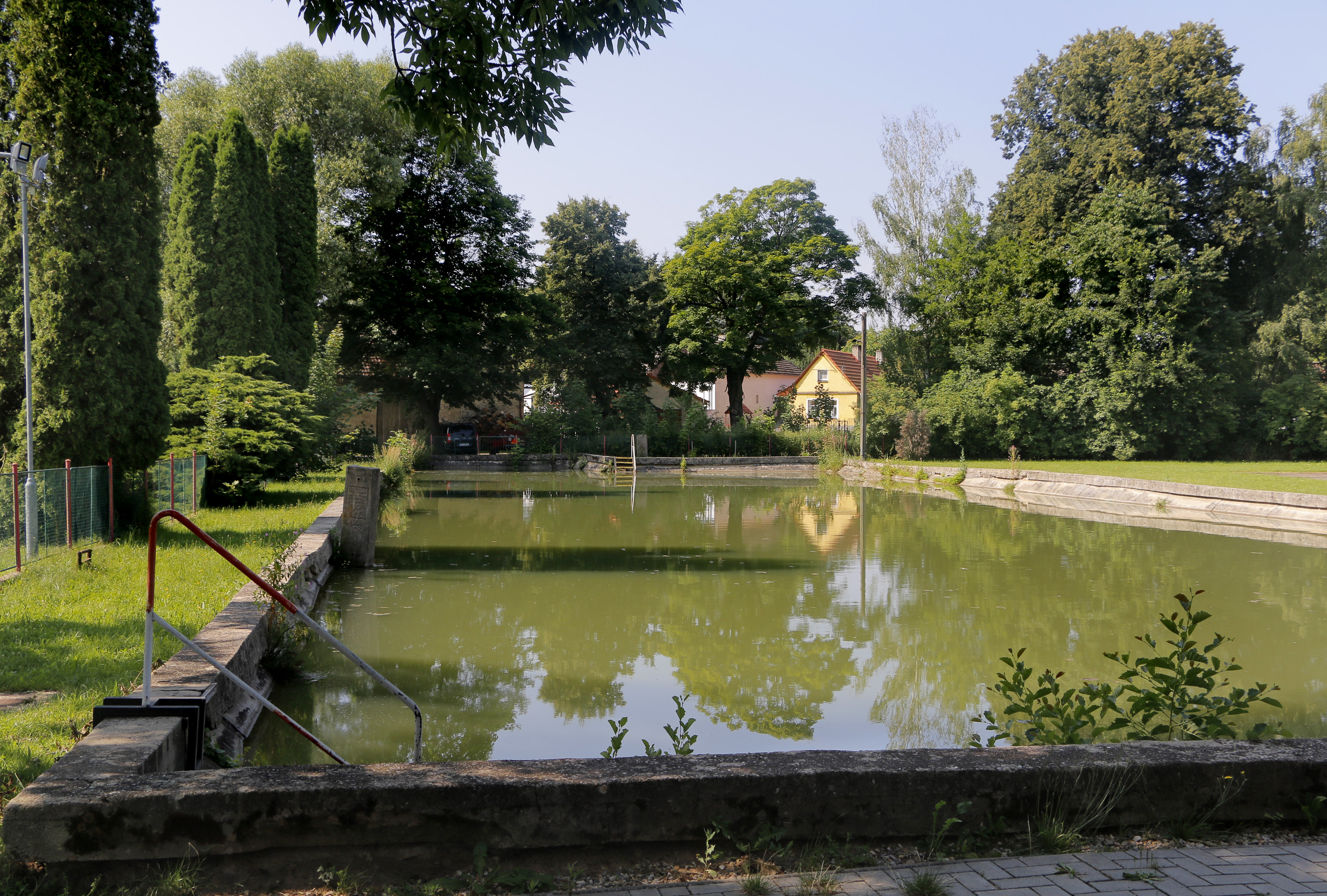
Požární nádrž
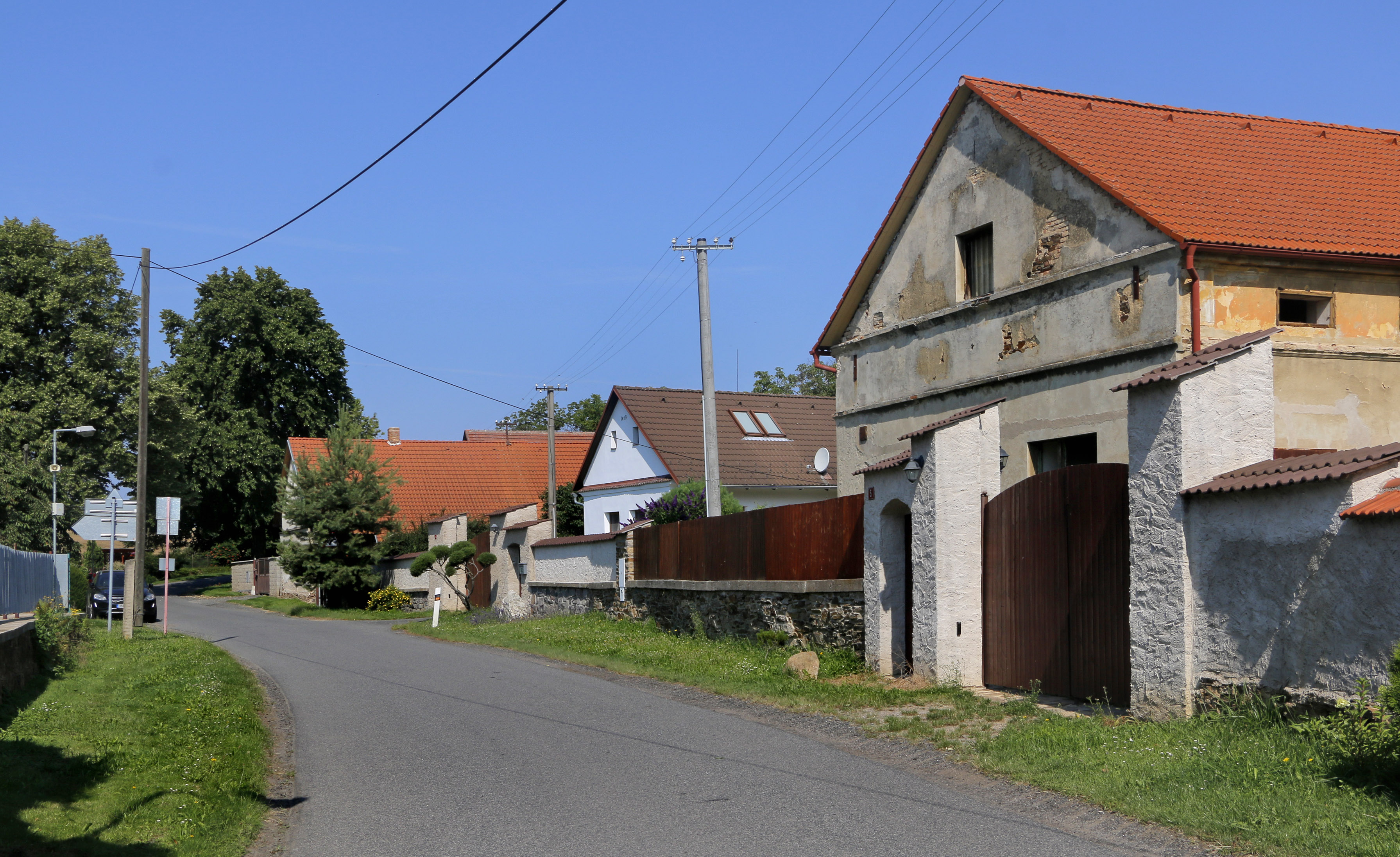
Severní část vsi
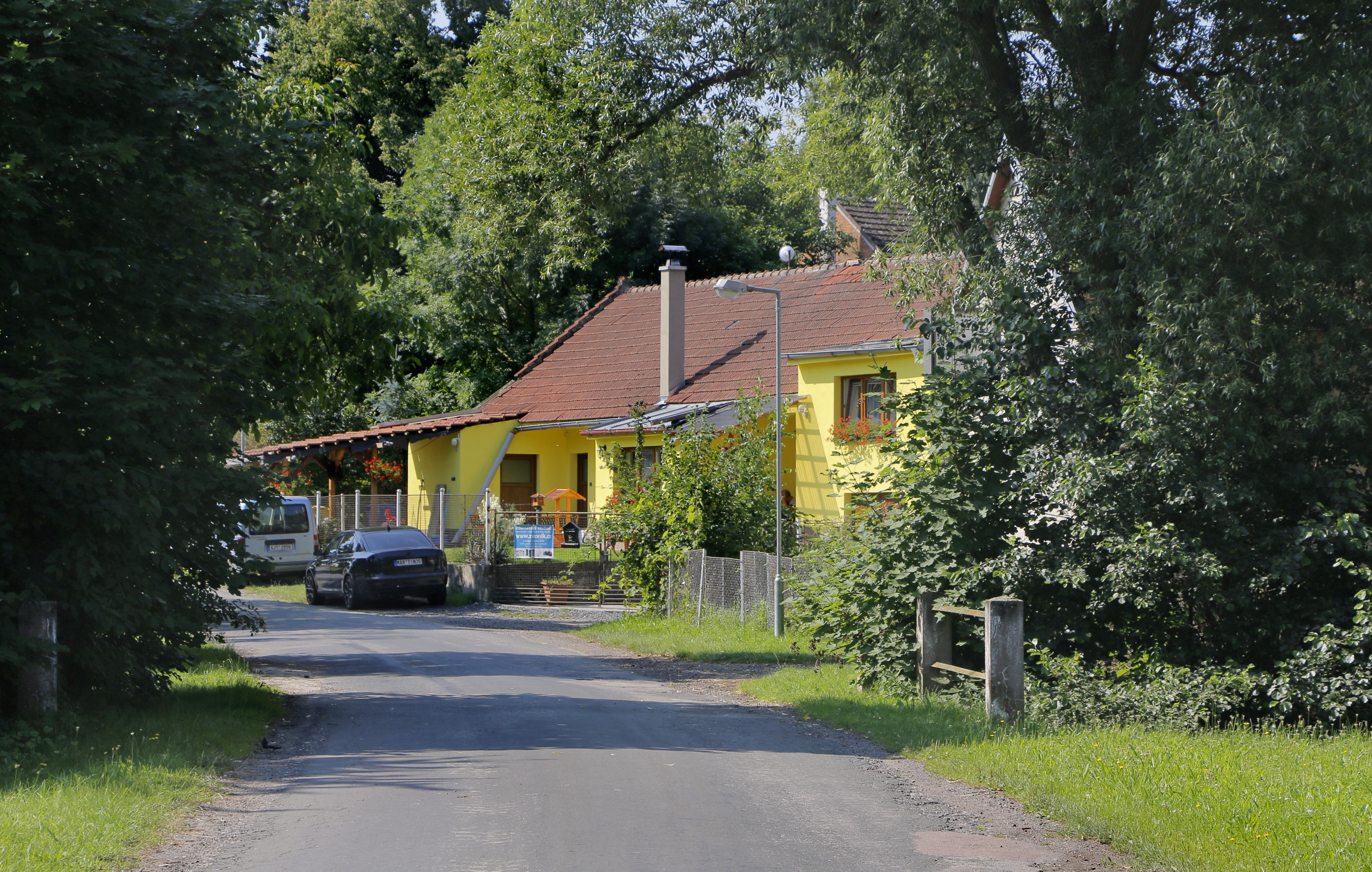
Dolní Jelčany